# Trimetilaminúria
La trimetilaminúria (TMAU), també coneguda com a síndrome d'olor o pudor de peix, és una malaltia metabòlica rara amb un patró d'herència autosòmic recessiu que causa un defecte en la normal producció de l'enzim flavinmonooxigenasa 3 (FMO3 ). Quan la FMO3 no funciona de manera correcta, o simplement l'enzim no es produeix, l'organisme perd la capacitat de degradar la trimetilamina (TMA), produïda per precursors presents a la dieta, a òxid de trimetilamina (OTMA), un compost inactiu, per mitjà d'un procés conegut com a N-oxigenació. La trimetilamina així produïda s'acumula a l'organisme i és alliberada a través de la transpiració, orina i alè atorgant-los una forta olor de peix.

## Història
El primer cas clínic de TMAU va ser descrit el 1970 en la revista mèdica The Lancet; Una mare va explicar que la seva filla, de sis anys, havia tingut de manera intermitent una peculiar olor «a peix». L'anàlisi de la seva orina va mostrar un nivell elevat de trimetilamina i que una mostra químicament pura de trimetilamina feia una olor similar a l'olor de peix de la pacient. Van provar el seu estat donant-li més trimetilamina, la qual cosa va augmentar considerablement la seva olor (cosa que no va fer en els subjectes control).
Les referències literàries es remunten a diversos milers d'anys. El folklore hinduista, concretament la historia èpica Mahabharata (composta als vols del segle III a. C.), descriu una donzella pescadora, la mare de Viasa, que «va créixer fins esdevenir una noia bella i justa, però amb una olor a peix que sempre l'envoltava». L'obra La tempesta, de William Shakespeare, descriu el salvatge Caliban de la següent manera: «Ell fa olor com a peix; un tremendament antic i olorós peix». També existeix un relat del psiquiatra Sigmund Freud anomenat «La injecció de l'Irma» a la seva obra La interpretació dels somnis, en què el mateix Freud té un somni amb trimetilamina.

## Genètica

La trimetilaminúria mostra un patró d'herència autosòmic recessiu.

La major part dels casos de trimetilaminúria s'hereten amb un patró autosòmic recessiu, per tant, dins de cada cèl·lula del pacient hi ha dues còpies del gen mutat. Els pares d'un individu amb un trastorn autosòmic recessiu són ambdós portadors duna còpia del gen alterat.
La trimetilaminúria és causada por mutacions del gen FMO3, situat al braç llarg del cromosoma 1. El gen FMO3 codifica l'enzim flavinmonooxigenasa 3, que degrada els compostos que contenen nitrogen provinents de la dieta, incloent-hi la trimetilamina. Aquests compostos són produïts pels bacteris de l'intestí en degradar proteïnes provinents dels ous, la carn, la soja i altres aliments. Normalment l'enzim FMO3 transforma la trimetilamina (responsable de l'olor de peix) en N-òxid de trimetilamina que no té olor. Si una mutació al gen FMO3 provoca que l'enzim no es produeixi o redueix la seva activitat, la trimetilamina no és correctament degradada i s'acumula a l'organisme. A mesura que aquest compost és excretat per la suor o l'orina o s'allibera a través de l'alè, causa la forta olor de peix que caracteritza la trimetilaminúria. L'estrès i la dieta podrien tenir un paper en el desencadenament dels símptomes.
Les mutacions que causen pèrdua de funció, les mutacions sense sentit (nonsense), i les mutacions de sentit erroni (missense) són tres de les més comunes. Les mutacions amb pèrdua de funció i les mutacions amb pèrdua de sentit causen els fenotips més greus.

## Símptomes
En els pacients amb trimetilaminúria, la trimetilamina, que és un producte de la degradació bacteriana d'alguns aminoàcids com ara la colina, s'acumula als seus organismes ja que no tenen el mecanisme enzimàtic que a les persones sanes els permet desfer-se'n. Aquesta trimetilamina és finalment alliberada per la suor, orina, fluids reproductius i alè de la persona, atorgant-li una desagradable olor corporal similar a la del peix. Algunes persones amb trimetilaminúria desprenen una forta olor tot el temps, però la majoria desprèn una olor moderada que varia en intensitat al llarg del temps. Els individus amb aquesta condició no pateixen cap símptoma físic i són normalment persones sanes
Per motius poc coneguts, la condició sembla més freqüent en les dones que en els homes. S'ha suggerit que les hormones femenines, com ara la progesterona o els estrògens, podrien agreujar els símptomes. Hi ha dades que sostenen que aquesta condició empitjora prop de la pubertat. Entre les dones, els símptomes es poden agreujar un parell de dies abans i durant el període menstrual, després de la presa d'anticonceptius, i en apropar-se la menopausa.
La percepció d'aquesta olor varia depenent de nombrosos factors ben coneguts, que inclouen la dieta, canvis hormonals, altres olors a l'ambient i el sentit individual de l'olfacte de cada persona.

## Incidència
La TMAU és una malaltia rara. Sol haver poca informació disponible sobre aquest tipus de trastorn i com diagnosticar-los. Els professionals de la salut ara poden obtenir informació de nombroses bases de dades sobre trastorns genètics i malalties rares.
La TMAU és una malaltia que afecta negativament la qualitat de vida de les persones que la pateixen i les seves famílies. Viure amb la TMAU és un repte constant d'abús, burla i assetjament. Els nens i nenes amb aquesta condició han d'afrontar el rebuig i la falta de comprensió dels seus companys durant els anys escolars i en els seus jocs; hi ha hagut fins i tot casos de suïcidi. La TMAU és més que una malaltia metabòlica, una malaltia social.

## Diagnòstic
L'examen estàndard de cerca per a la TMAU mesura la relació entre trimetilamina i òxid de trimetilamina a l'orina. També hi ha un examen que permet fer una anàlisi genètica. El principal enzim responsable de la N-oxigenació de la trimetilamina es troba codificada pel gen FMO3.
Es pot utilitzar un examen similar per identificar els portadors sans d'aquesta condició (és a dir, aquells individus que tenen una còpia del gen mutat, però que no mostren símptomes ja que amb la còpia restant poden mantenir nivells baixos de trimetilamina incorporats amb la dieta. En aquests individus portadors es pot mesurar els nivells de trimetilamina a l'orina després d'administrar-los una alta dosi de colina (un dels precursors de la trimetilamina). Un nivell elevat de trimetilamina és indicatiu de la presència del gen mutat.

## Tractament
No existeix una cura definitiva i les opcions de tractament són força limitades. Sigui com sigui, és possible per a un cert nombre de pacients portar una vida relativament normal i saludable sense la por de ser exclosos per la seva olor desagradable. Aconseguir un diagnòstic encertat és un primer pas important.
Algunes estratègies per a reduir el mal olor són: evitar alguns aliments com ara ous, llegums, certs tipus de carns, peix, i aliments que contenen colina, carnitina o altes proporcions de nitrogen i sofre; prendre petites dosis d'alguns antibiòtics (com ara neomicina i/o metronidazol) per tal de reduir la microbiota intestinal i utilitzar per a la higiene personal detergents amb pH lleugerament àcid, entre 5,5 i 6,5. Al menys un estudi suggereix que la ingesta diària de carbó activat o clorofilina de coure poden produir una millora significativa en la qualitat de vida d'individus que pateixen formes mitjanament greus de TMAU.
Altres fonts d'ajuda possibles són el tractament psicològic per a ajudar amb les depressions i altres símptomes psicològics com ara suïcidis, i consell genètic per entendre millor la seva condició.